# الدوقة والصائغ
الدوقة والصائغ (1938) هي قصة قصيرة بقلم فرجينيا وولف. كون وولف من دعاة معالجة "تيار الوعي"، تظهر أفكار وأفعال صائغ جشع؛ تشير وولف إلى نقطة موضوعية مفادها أن الفاسدين يقومون بأفعال فاسدة لدوافع أنانية بحتة (وغالبًا دون ندم). إنها من بين قصص وولف الأكثر إثارة للجدل بين النقاد بسبب التوصيف الضمني للصائغ على أنه يهودي.

## خلفية
كتبت فيرجينيا وولف رواية "الدوقة والصائغ" عام 1932 إلى جانب العديد من القصص الأخرى بما في ذلك "حفلة إطلاق النار"، كجزء من مجموعة من الرسوم الكاريكاتورية والهجاء للطبقات العليا. اقترح العلماء أن الجدال بين صديقة وولف، فيتا ساكفيل-ويست [الإنجليزية] ووالدتها، فيكتوريا ساكفيل-ويست، البارونة ساكفيل [الإنجليزية]، حيث اتهمتها والدة فيتا ببيع لآلئها واستبدالها بلؤلؤ مزيف.
حددت الإصدارات المبكرة من القصة بوضوح شخصية الصائغ على أنه يهودي. أزالت وولف تلك الإشارات وغيرت اسمه أثناء المراجعات بناءً على طلب جاك شامبرون [الإنجليزية]، الذي أعرب عن مخاوفه بشأن "التحيز العنصري المنتشر في أمريكا"، ومع ذلك، جادل العديد من العلماء بأن هذه تظل في توصيف الصائغ، وصفها أحيانًا بأنها أفكار نمطية معادية للسامية. نُشرت القصة لأول مرة في الطبعتين الأمريكية والبريطانية لمجلة هاربر بازار في أبريل 1938، ونشرت لاحقًا بعد وفاتها في عام 1944 في المجموعة بيت مسكون وقصص قصيرة أخرى.